# Erebia fruhstorferi
Erebia fruhstorferi is een vlinder uit de onderfamilie Satyrinae van de familie Nymphalidae. De wetenschappelijke naam van de soort is voor het eerst geldig gepubliceerd in 1933 door William Warren.